# Fleurey-lès-Saint-Loup
Fleurey-lès-Saint-Loup là một xã thuộc tỉnh Haute-Saône trong vùng Franche-Comté phía đông nước Pháp.